# Ma On Shan
Ma On Shan(em chinês: 馬鞍山線/馬鞍山鐵路) é uma linha de metrô localizada em Hong Kong.

## Galeria

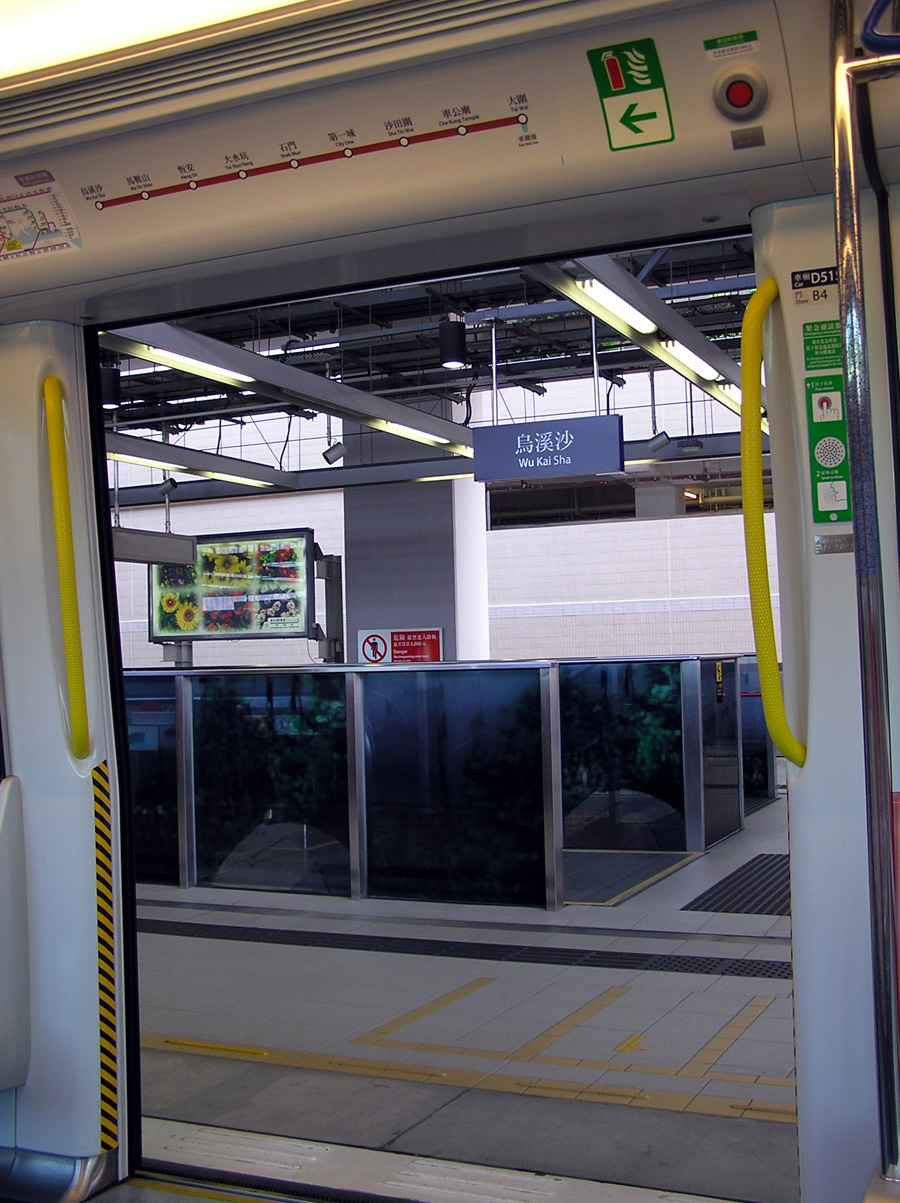
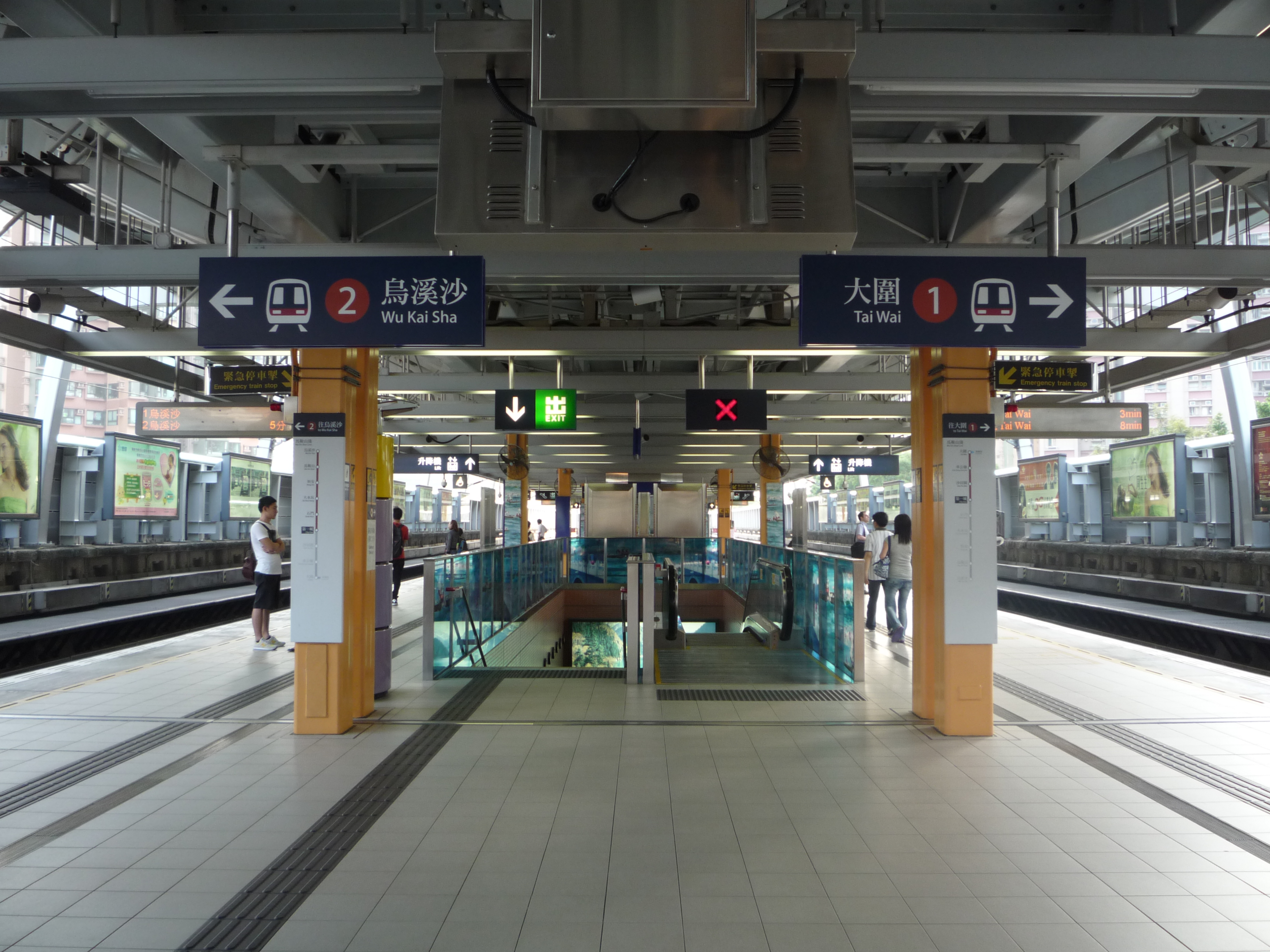
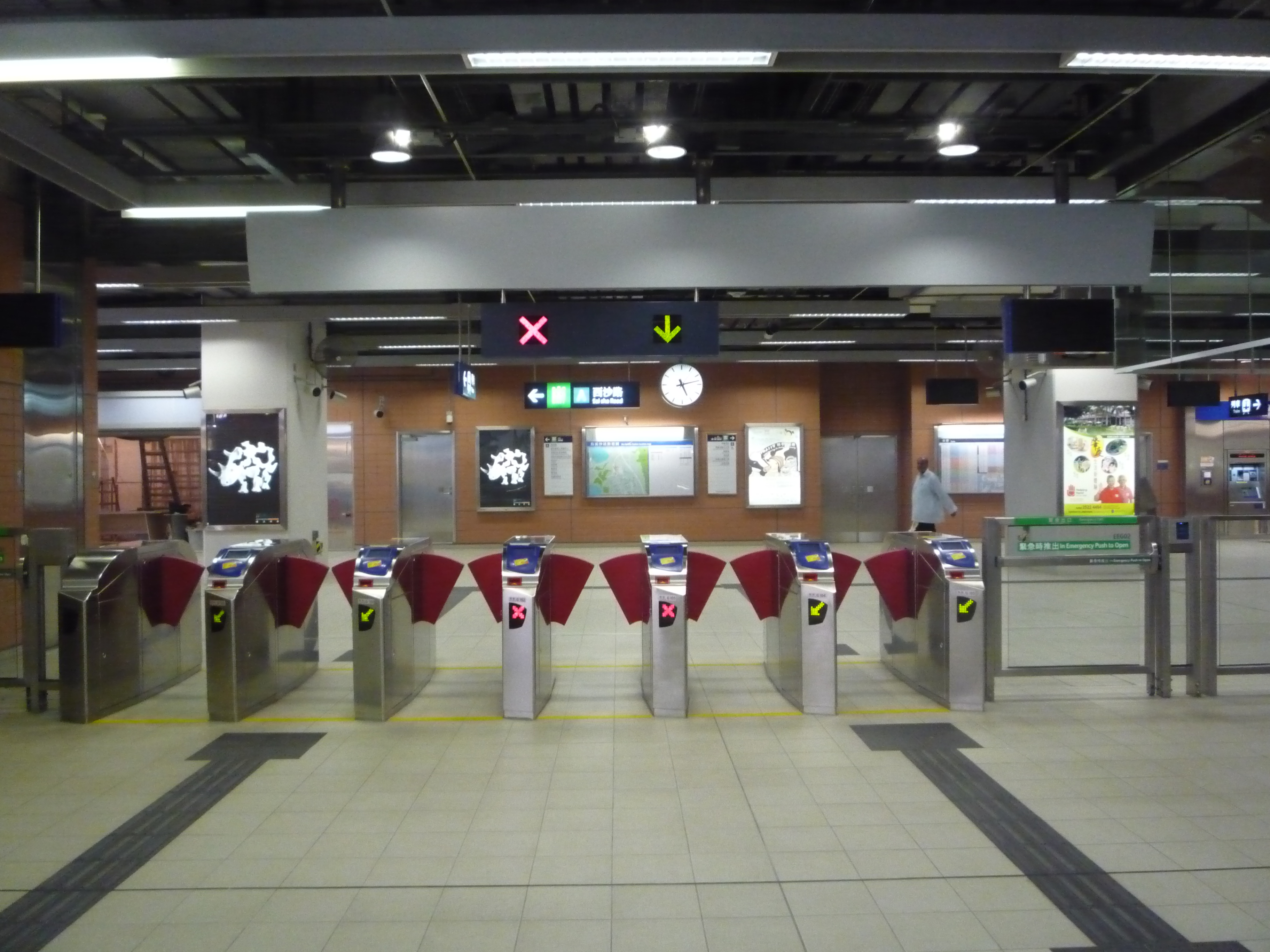
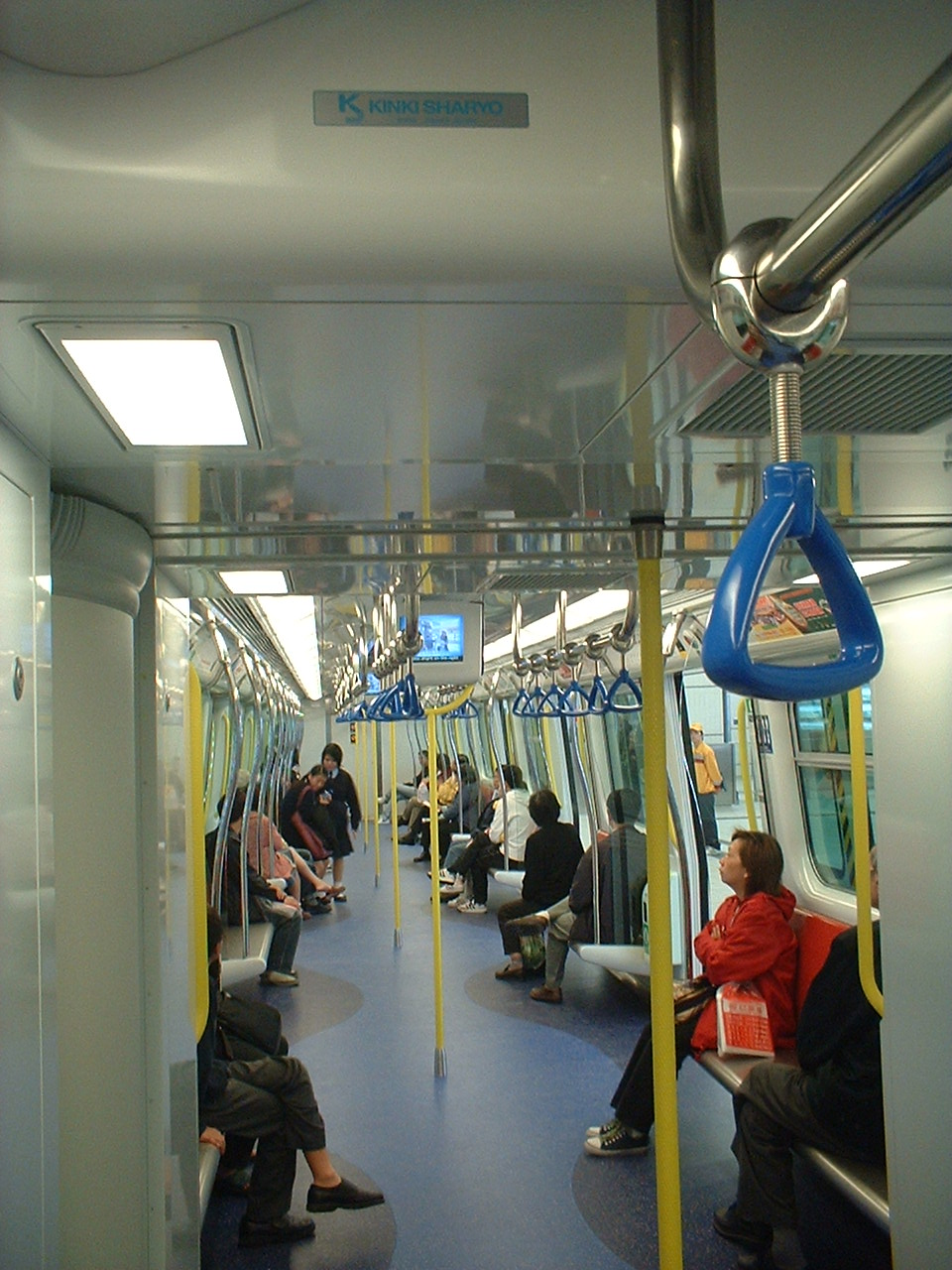
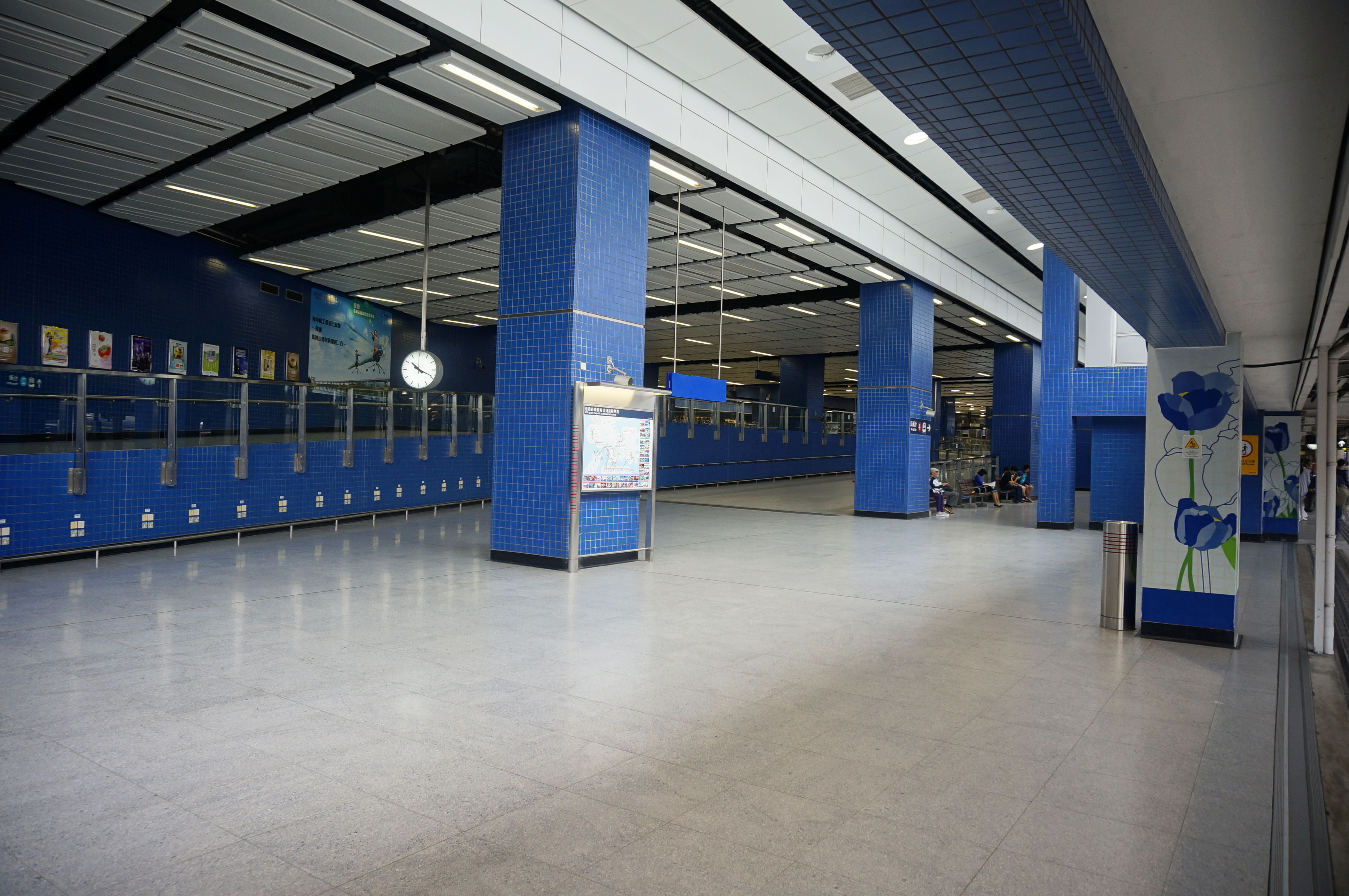
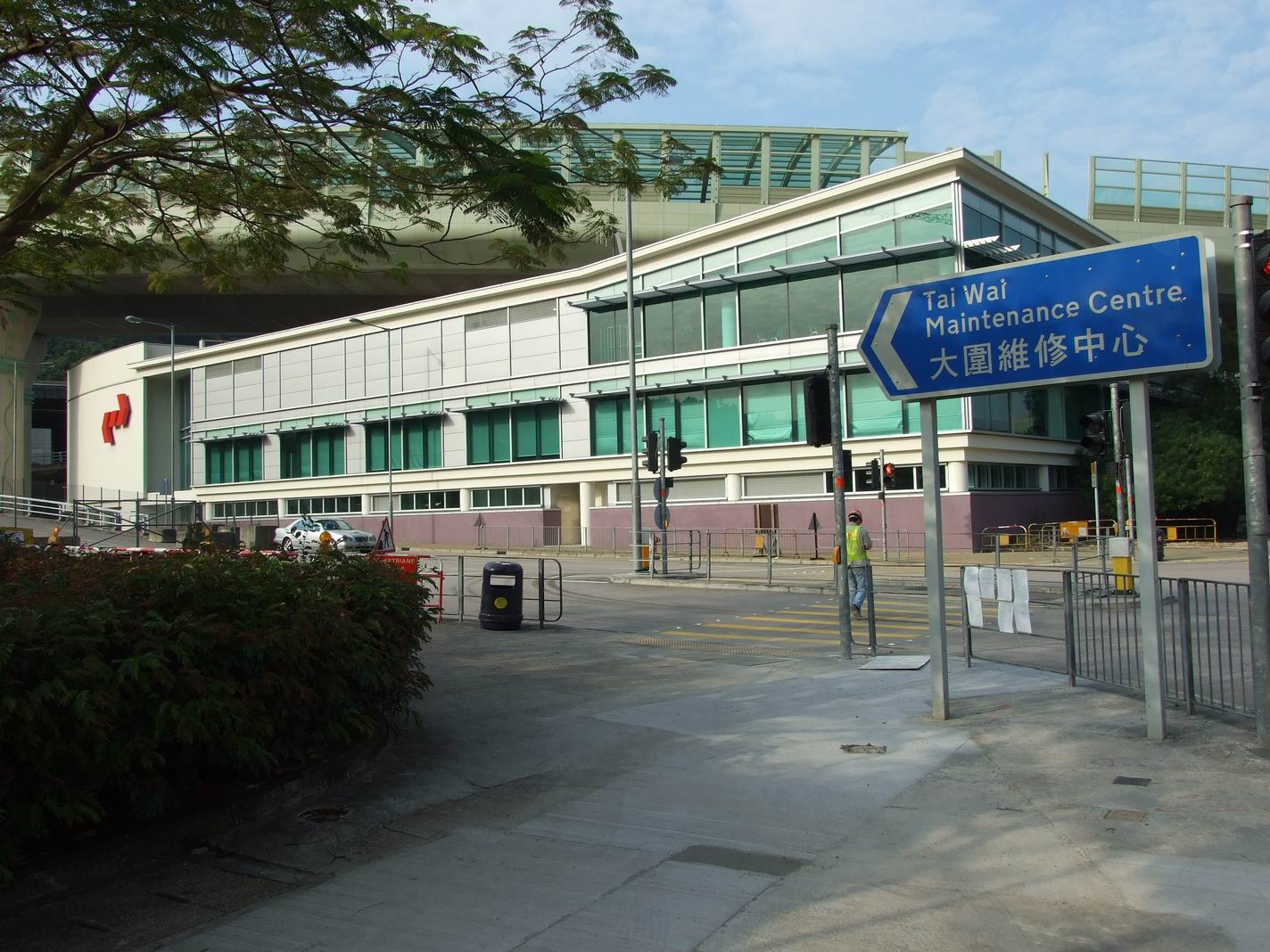